# ریچارد بردشاو (بازیکن فوتبال)
ریچارد بردشاو (انگلیسی: Richard Bradshaw; Unknown – Unknown) بازیکن فوتبال اهل بریتانیا بود.
از باشگاه‌هایی که در آن بازی کرده‌است می‌توان به باشگاه فوتبال بلکپول اشاره کرد.